# Калинин, Вадим Андреевич
Вадим Андреевич Калинин (род. 20 сентября 1973) — российский поэт, прозаик, художник, музыкант.

## Биография
Вырос в подмосковном городе Мытищи. Окончил Московский государственный университет леса по специальности «ландшафтный дизайн». Живёт в Таиланде в городе Хуахин.
Один из основателей (1989) Союза молодых литераторов «Вавилон». Публикуется с 1992 г. (газета «Гуманитарный фонд»). Стихи и рассказы печатались в журналах и альманахах «Вавилон», «Соло», «РИСК», «Митин журнал», «Авторник», «День и ночь» и др., а также в составленных Максом Фраем сборниках новой прозы «Книга Непристойностей», «Книга Извращений» и «78». Отдельно изданы книга прозы «Килограмм взрывчатки и вагон кокаина» (2002; опубликована также в переводе на итальянский язык, 2005), сборник стихотворений и графики «Пока» (2004) и сборник сценариев «Маленькие вестерны» (2010). По мнению писательницы Линор Горалик,

читать Калинина ужасно смешно, <…> и приятно, и трогательно — <…> нет надрывного «трудно жить на белом свете», нет мучительных поисков идентичности, <…> — есть мягкая нежность, альтернативность миров и решений, слабый запах одеколона и любовного пота, открытость, уверенность, и́гры, в которые играют люди.

Отзываясь на новую книгу стихов Калинина, вышедшую в 2019 году, Евгения Риц отмечает:
Стихи эти написано очень просто, в основном рифмованными короткими строчками, почти детским языком. И эта нарочитая, на самом деле, конечно, продуманная, даже если спонтанная, наивность, делает еще ярче, еще отчаянно прекраснее и мучительнее их содержательный пласт.
В качестве книжного графика Вадим Калинин оформил несколько десятков книг, преимущественно издательства «АРГО-РИСК», в том числе книги Г. Сапгира, Н. Горбаневской, Н. Искренко, А. Ожиганова и др.

## Книги
- Килограмм взрывчатки и вагон кокаина. — Тверь: KOLONNA Publications, 2002. — 208 с. — Тир. 1000 экз.
- Пока: Стихи и визуалы. — М.: АРГО-РИСК; Тверь: KOLONNA Publications, 2004. — 52 с. — (Библиотека молодой литературы, вып. 27). — Тир. 300 экз.
- Маленькие вестерны: Сценарии. — М.: АРГО-РИСК; Книжное обозрение, 2010. — 80 с. — (Книжный проект журнала «Воздух»: серия «Малая проза», вып. 2). — Тир. 500 экз.
- Стихи, написанные на пляже. — Ozolnieki: Literature without borders, 2019. — 52 с.